# Barnes City
Barnes City is een plaats (city) in de Amerikaanse staat Iowa, en valt bestuurlijk gezien onder Mahaska County en Poweshiek County.

## Demografie
Bij de volkstelling in 2000 werd het aantal inwoners vastgesteld op 201. In 2006 is het aantal inwoners door het United States Census Bureau geschat op eveneens 201.

## Geografie
Volgens het United States Census Bureau beslaat de plaats een oppervlakte van 1,5 km², geheel bestaande uit land. Barnes City ligt op ongeveer 275 m boven zeeniveau.

## Plaatsen in de nabije omgeving
De onderstaande figuur toont nabijgelegen plaatsen in een straal van 16 km rond Barnes City.